# Nazionale femminile di calcio dell'Arabia Saudita
La nazionale di calcio femminile dell'Arabia Saudita (in arabo منتخب السعودي لكرة القدم للسيدات‎?) è la rappresentativa calcistica femminile internazionale dell'Arabia Saudita, gestita dalla locale federazione calcistica (SAFF).
Ha giocato la sua prima partita ufficiale il 20 febbraio 2022 e, in base alla classifica emessa dalla FIFA il 15 marzo 2024, occupa il 175º posto del FIFA/Coca-Cola Women's World Ranking.
Come membro dell'Asian Football Confederation (AFC) può partecipare ai vari tornei di calcio internazionali, quali il campionato mondiale FIFA, la Coppa d'Asia, i Giochi olimpici estivi e ai tornei a invito. Fa, inoltre, parte della WAFF, una confederazione che raggruppa le federazioni dell'Asia occidentale.

## Storia

### Inizio
Per anni l'istituzione di una nazionale femminile in Arabia Saudita, così come la possibilità per le donne di giocare a calcio, era ostacolata dalle istituzioni politiche e religiose del regno saudita. Un ulteriore elemento che limitava la nascita di una nazionale femminile era stato il divieto imposto nel 2007 dalla FIFA all'uso dell'hijab da parte delle calciatrici nel corso delle partite, divieto poi rimosso nel 2012. Le riforme attuate dopo la salita al trono saudita di re Salman, e le crescenti pressioni internazionali volte a migliorare le condizioni delle donne nel regno, portarono nel 2017 anche alla possibilità data alle donne di assistere a partite di calcio in uno stadio. Nel 2019 la federazione calcistica saudita organizzò un torneo per squadre femminili, istituendo nel 2020 un campionato nazionale ufficiale.

### La nascita
L'11 agosto 2021 la SAFF nominò Monika Staab allenatrice della neonata nazionale femminile di calcio. La prima partita ufficiale venne disputata il 20 febbraio 2022 a Male, nelle Maldive, e venne vinta dalle saudite per 2-0 sulle Seychelles. Il 24 settembre 2022 la nazionale ha giocato la sua prima partita internazionale ufficiale in Arabia Saudita, partita pareggiata 3-3 col Bhutan. A gennaio 2023 l'Arabia Saudita ha ospitato il primo torneo calcistico femminile internazionale in terra saudita, torneo al quale hanno partecipato, oltre alle padrone di casa, Comore, Mauritius e Pakistan. Il torneo è stato poi vinto dalle saudite grazie a due vittorie e un pareggio.

## Selezionatori
- 2021-2023:  Monika Staab
- 2023:  Rosa Lappi-Seppälä
- 2023-:  Lluís Cortés